# Колагена влакна
Колагена влакна су врста влакана у ванћелијском матриксу везивних ткива изграђена од фибриларног протеина колагена. У ванћелијском матриксу има највише ових везивних влакана. Имају пречник од 50 до 150 nm и могу се организовати у снопове различите дебљине. 

## Синтеза колагених влакана
Синтеза колагених влакана одвија се у две фазе:
- синтеза проколагена у ћелијама везивних ткива, а и у многим другим врстама ћелија
- фибрилогенеза у ванћелијском матриксу.

### Синтеза проколагена
Колагени фибрили настају полимеризацијом молекула колагена у паралелне низове (полипептидне ланце). Суседни паралелни низови повезани су ковалентним везама. За чврсто повезивање полипептидних ланаца неопходна је активност одређених ензима који захтевају присуство витамина Ц као кофактора. Недостатак овог витамина, који се јавља при обољењу скорбут, испољава се у стварању недовољно чврстих колагених влакана. 
Полипептидни ланци колагена типа I (представљају око 90% телесних колагена) синтетишу се на рибозомима храпавог ендоплазматичног ретикулума и убацују у шупљине његових цистерни, где се три ланца међусобно повезују чиме настаје протоколаген. Протоколаген се помоћу транспортних везикула преноси до Голџијевог апарата. Полипептидни ланци протоколагена у његовом централном, највећем делу су распоређени у облику троструког хеликса, док на крајевима то није случај. Процесом егзоцитозе молекули протоколагена се ослобађају у ванћелијски матрикс.

### Фибрилогенеза
Обухвата скраћивање молекула протоколагена тако што се њихови крајеви дејством ензима, протоколаген пептидаза, цепају и своде на дужину која омогућава њихово латерално повезивање и образовање колагених фибрила. Скраћени молекули су сада молекули зрелог колагена, тропоколагена. После тога долази до образовања попречних ковалентних веза између фибрила што им даје чврстину па се успешно могу супротставити силама истезања.

## Галерија
- Како се дебљина колагенских влакана у ожиљном ткиву повећава, њихова боја се мења од зелене до жуте до наранџасте
- Колагено влакно  изгледа светло или тамно у зависности од њихове оријентације у односу на поларизационе филтере - стога се организација ткива може на основу овога квантификовати.
- Слично, овоме је слика хематоксилина који се користи за бојење таласастог колагена.